# Rewrite the Stars
Rewrite the Stars è un brano interpretato da Zac Efron e Zendaya, pubblicato il 17 novembre 2017 dalla Atlantic Records come singolo promozionale dalla colonna sonora del film The Greatest Showman.

## Descrizione
Si tratta di un brano pop suonato in chiave di Si bemolle maggiore a tempo di 125 battiti al minuto. È stato scritto da Benj Pasek e Justin Paul e prodotto da Greg Wells, Joseph Trapanese, Justin Paul e Alex Lacamoire.
La canzone vede il personaggio di Efron, Phillip Carlyle, mentre canta con il personaggio di Zendaya, Anne Wheeler, e cerca di convincerla che sono destinati a stare insieme, nonostante le loro differenze.

## Versione di Anne-Marie e James Arthur
La versione di Anne-Marie e James Arthur del brano è stata pubblicata il 16 novembre 2018 ed inviata in seguito alle radio australiane.

## Riconoscimenti
Teen Choice Awards
- 2018 – Vinto – Choice Music: Collaboration ‒ Rewrite the Stars[22]

## Classifiche
| Classifica (2017–18) | Posizione massima |
| -------------------- | ----------------- |
| Australia            | 24                |
| Austria              | 52                |
| Belgio (Fiandre)     | 12                |
| Canada               | 71                |
| Finlandia            | 14                |
| Francia              | 115               |
| Giappone             | 73                |
| Irlanda              | 21                |
| Malesia              | 3                 |
| Nuova Zelanda        | 32                |
| Paesi Bassi          | 53                |
| Regno Unito          | 16                |
| Singapore            | 1                 |
| Spagna               | 82                |
| Stati Uniti          | 70                |
| Svezia               | 90                |
| Svizzera             | 96                |

## Date di pubblicazione
| Paese     | Data             | Formato                         | Etichetta |
| --------- | ---------------- | ------------------------------- | --------- |
| Mondo     | 17 novembre 2017 | - Download digitale - streaming | Atlantic  |
| Australia | 20 luglio 2018   | Contemporary hit radio          | Atlantic  |